# 観塘

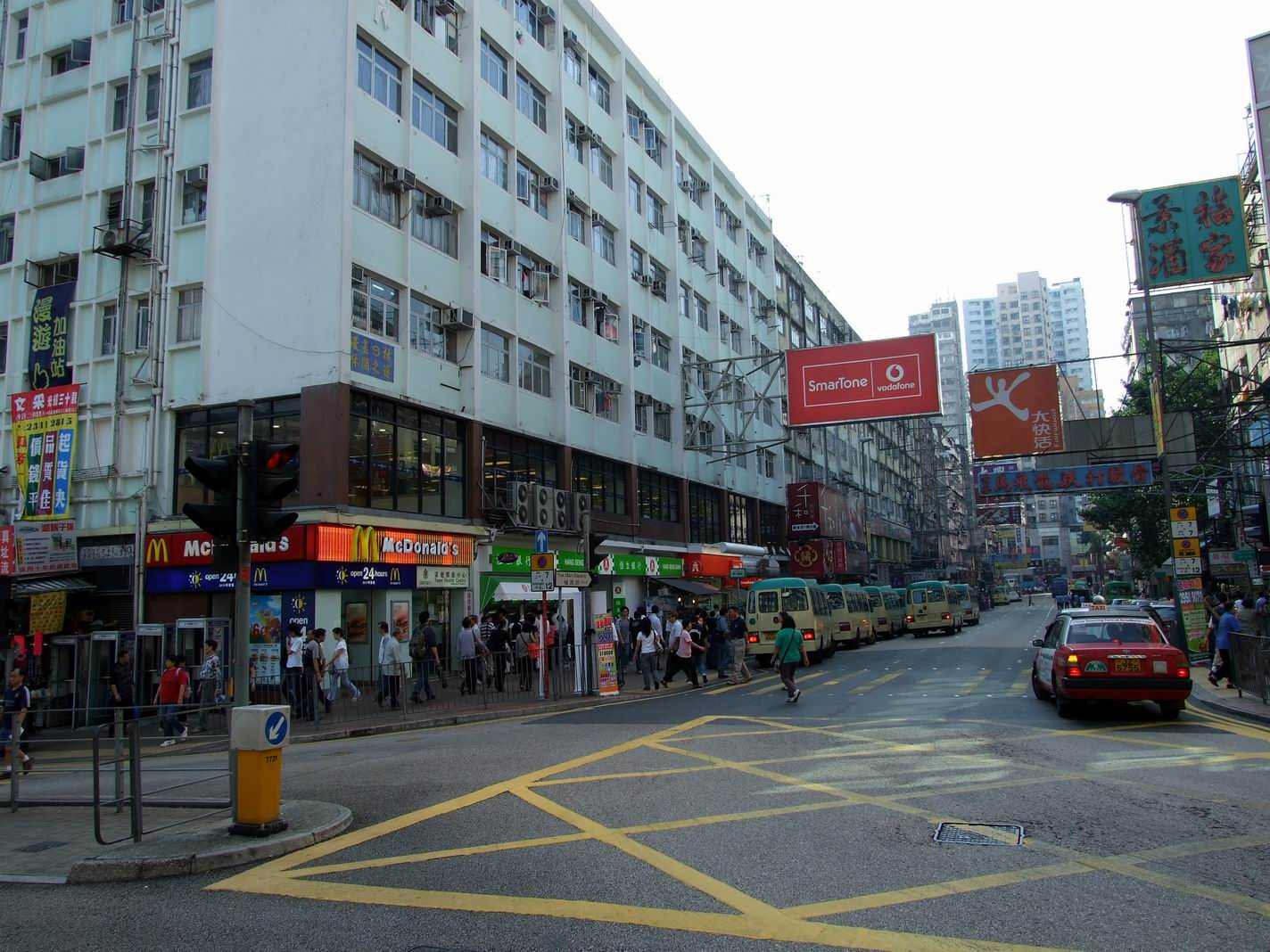
観塘の町並み

観塘（かんとう、繁体字：觀塘/官塘、広東語読み：クントン、英語名：同じ、Kwun Tong）は、香港九龍東部の商工業・住宅地の地域の総称である。

## 地区
九龍の東部に位置し、九龍の大地区名の1つに数えられている。全域が、九龍5区のひとつである観塘区に属している。
香港では古くから工業地区として栄え、東九龍の交通・商業・行政の中心地である。東九龍政府合署はここにある。
香港の旧空港である旧啓徳空港から近かったことから、工場街・倉庫街などが立ち並び一時栄えたが、空港が閉鎖され、移転となってからはその地位は相対的に低下し、尖沙咀など九龍の中心から離れていることから長く発展しなかった。
現在は工場や倉庫として使われた建物も、中国と香港の二重課税の撤廃が行われるなど、中国本土で生産するほうが有利となる社会情勢を背景にして、実際の生産拠点が中国に移転となってからは内装を施して事務所として利用されているところがほとんどとなっている。また、工業ビルの立ち並ぶ観塘はこれといった観光資源がなく、外国からの観光客にとってほぼ無縁の場所であったが、24時間営業のショッピングセンター「apm」が完成し、話題のスポットとなっている。中心地としての地位は低下し、停滞しているとはいえ、観塘は九龍東部の中心都市であることには変わりはない。
観塘は、九龍の紅磡などと同様、古きよき香港の町並みを残しているが、バスターミナル周辺には雑多な商店が立ち並び、昼夜や休日平日問わず多くの人々でごった返している。また、映画『天使の涙』の舞台としても有名である。なお、映画の中でよく出てくる鉄道線は、MTR観塘線である。
尖沙咀・紅磡・九龍城と並び、香港島へ渡るフェリーの九龍側玄関口のひとつであり、多くの2階建てバス、ミニバスのターミナル的な役割も果たしている。かつて海底トンネルが出来る前には、観塘埠頭は香港島へ行くためのカーフェリーの出発点の一つであった。その名残として、九龍や新界からフェリーに乗って香港島へ渡る人のために、観塘埠頭発着のバスがいまも多く運行されている。また香港最初の地下鉄であるMTR観塘線が走り、早くから交通面では開けていた。